# Statul Gambela
Regiunea Gambela (scrisă și Gambella; amharică ጋምቤላ), oficial Regiunea Popoarelor Gambela, este un stat regional din vestul Etiopiei, la granița cu Sudanul de Sud. Cunoscută anterior cu numele de Regiunea 12, capitala sa este Gambela. Regiunea este situată între râurile Baro și Akobo, râul Baro curgând prin partea de vest.
Religia în statul Gambela (2007)
     Protestanți (70,1%)
     Biserica Ortodoxă Etiopiană (16,8%)
     Islam (4,9%)
     Religii tradiționale (3,8%)
     Catolici (3,4%)
     Alții (1,1%)
70,1% din populația regiunii sunt protestanți, 16,8% ortodocși, 4,9% musulmani, 3,8% practică religii tradiționale, 3,4% sunt catolici.